# Beddington (Maine)
Beddington es un pueblo ubicado en el condado de Washington en el estado estadounidense de Maine. En el Censo de 2010 tenía una población de 50 habitantes y una densidad poblacional de 0,51 personas por km².

## Geografía
Beddington se encuentra ubicado en las coordenadas 44°48′49″N 68°1′4″O / 44.81361, -68.01778. Según la Oficina del Censo de los Estados Unidos, Beddington tiene una superficie total de 98.06 km², de la cual 89.59 km² corresponden a tierra firme y (8.64%) 8.47 km² es agua.

## Demografía
Según el censo de 2010, había 50 personas residiendo en Beddington. La densidad de población era de 0,51 hab./km². De los 50 habitantes, Beddington estaba compuesto por el 94% blancos, el 0% eran afroamericanos, el 0% eran amerindios, el 2% eran asiáticos, el 0% eran isleños del Pacífico, el 4% eran de otras razas y el 0% pertenecían a dos o más razas. Del total de la población el 0% eran hispanos o latinos de cualquier raza.